# Chi bộ Pháp của Quốc tế Công nhân
Chi bộ Pháp của Quốc tế Công nhân (tiếng Pháp: Section française de l'Internationale ouvrière, viết tắt là SFIO) là một đảng chính trị cánh tả tại Pháp thành lập vào năm 1905, được chỉ định là đảng của phong trào công nhân. 
Do có những quan điểm trái ngược nhau với Cách mạng tháng Mười ở Nga và Đệ Tam Quốc tế do Lenin lãnh đạo, năm 1920, SFIO đã tách thành hai nhóm trong Đại hội Tours năm 1920 với đa số đã thành lập Chi bộ Pháp của Quốc tế Cộng sản, gia nhập Đệ Tam Quốc tế và sau này trở thành Đảng Cộng sản Pháp. trong khi nhóm thiểu số còn lại tiếp tục làm SFIO. 
SFIO đã từng tham gia các liên minh chính trị, đáng chú ý nhất là Mặt trận Bình dân vào năm 1936.
Từ Đại hội Alfortville tổ chức vào năm 1969, SFIO thống nhất vào Đảng Xã hội hiện nay. 

## Tổng bí thư
- Louis Dubreuilh (1905−1918)
- Ludovic-Oscar Frossard (1918−1920)
- Paul Faure (1920−1940)
- Daniel Mayer (1943−1946)
- Guy Mollet (1946−1969)

## Kết quả bầu cử

### Bầu cử tổng thống
| Tổng thống Cộng hòa Pháp |                        |           |        |        |          |        |        |
| Năm                      | Ứng viên               | Vòng 1    | Vòng 1 | Vòng 1 | Vòng 2   | Vòng 2 | Vòng 2 |
| Năm                      | Ứng viên               | Số phiếu  | %      | Hạng   | Số phiếu | %      | Hạng   |
| 1913                     | Édouard Vaillant       | 63        | 7.27   | 3      | 69       | 8.03   | 3      |
| Tháng 9, 1920            | Gustave Delory         | 69        | 8.78   | 2      | —        | —      | —      |
| 1932                     | Paul Faure             | 114       | 14.67  | 2      | —        | —      | —      |
| 1939                     | Albert Bedouce         | 151       | 16.70  | 2      | —        | —      | —      |
| 1947                     | Vincent Auriol         | 452       | 51.19  | 1      | —        | —      | —      |
| 1953                     | Marcel-Edmond Naegelen | 160       | 17.24  | 1      | 329      | 37.77  | 2      |
| 1969                     | Gaston Defferre        | 1 133 222 | 5.01   | 4      | —        | —      | —      |

### Bầu cử lập pháp

#### Hạ viện (Đệ Tam Cộng hoà)
| Hạ viện Pháp |           |            |           |          |
| Năm          | Số phiếu  | % số phiếu | Số ghế    | Thay đổi |
| 1906         | 877,221   | 9.95       | 54 / 585  | —        |
| 1910         | 1,110,561 | 13.15      | 75 / 595  | 21       |
| 1914         | 1,413,044 | 16.76      | 102 / 595 | 27       |
| 1919         | 1,728,663 | 21.22      | 68 / 613  | 34       |
| 1924         | 1,814,000 | 20.10      | 104 / 581 | 36       |
| 1928         | 1,708,972 | 18.05      | 100 / 604 | 4        |
| 1932         | 1,964,384 | 20.51      | 132 / 607 | 32       |
| 1936         | 1,955,306 | 19.86      | 149 / 610 | 17       |

#### Hạ viện (Đệ Tứ Cộng hoà)
| Quốc Hội       |                 |                   |           |            |
| Năm            | Số phiếu        | % số phiếu        | Số ghế    | Thay đổi   |
| 1945           | 4,561,411       | 23.8              | 134 / 522 | Giữ nguyên |
| Tháng 6, 1946  | 4,187,747       | 21.1              | 128 / 586 | 6          |
| Tháng 11, 1946 | 3,433,901       | 17.9              | 102 / 627 | 26         |
| 1951           | 2,894,001       | 15.4              | 107 / 625 | 5          |
| 1956           | 3,247,431       | 15.3              | 95 / 595  | 12         |
| Năm            | Số phiếu vòng 1 | % số phiếu vòng 1 | Số ghế    | Thay đổi   |
| 1958           | 3,167,354       | 15.5              | 40 / 576  | 55         |
| 1962           | 2,298,729       | 12.5              | 65 / 491  | 18         |
| 1967           | 4,224,110       | 19.0              | 114 / 491 | 49         |
| 1968           | 3,660,250       | 16.5              | 57 / 487  | 57         |